# 메타세쿼이아
메타세쿼이아(Metasequoia 또는 dawn redwoods)는 낙우송과의 나무로 메타세쿼이아속 중 유일하게 생존하고 있는 종이다. 수삼나무, 메타세쿼이어라고도 부른다.
메타세쿼이아(Metasequoia)는 화석표본에 근거하여 1941년 일본의 식물학자인 미키 시게루(三木 茂, S . Miki )에 의해 처음으로 기재되었다. 1943년 7월 C. Wang에 의해 중국 후베이 성 양쯔강 상류의 마도(磨刀)에 자생하는 메타세쿼이아가 채집되었으나, 당시에는 Glyptostrobus pensilis로 동정되었다. 이후 W. C. Cheng는 C. Wang의 채집품이 Gylptosrobus가 아닌 다른 속임을 인지하였고, 1946년 자생지에서 다시 채집된 표본을 검토한 H-H. Hu는 이를 Metasequoia로 동정하여 신종으로 학계에 발표하게 되었다(Ma, 2003). 메타세쿼이아속의 현존하는 유일종이다. 메타세쿼이아는 세계에서 가장 큰 나무이며 수고는 평균 35m이고 최대 50m까지 자란다. 2월에서 3월 때쯤 꽃이 핀다.
야생에 존재하고 있는 개체는 5,000그루에 불과하며, 이에 따라 특별보호되고 있다.

대한민국에서는 경상북도 포항시에서 화석이 발견되었으며 메타세쿼이아가 우리나라에 처음 들어온 것은 1956년으로, 일본이 1940년대에 중국에서 도입한 것이 다시 국내로 전래된 것이다.

## 쓰임새
- 묘목으로는 공원, 유원지, 관광지, 학교, 공장 지대의 녹화를 목적으로 하는 것과 혹은 풍치 개발, 기념수, 교육용으로 식재된 것 등을 들 수 있고 공원묘지, 유원지, 관광지, 정원 등의 가로수로 더욱 좋다. 기념수로 쓰이거나 조림수로도 쓰인다.
- 목재의 재질이 연하고 부드럽기 때문에 펄프용으로 많이 쓰인다.

## 사진

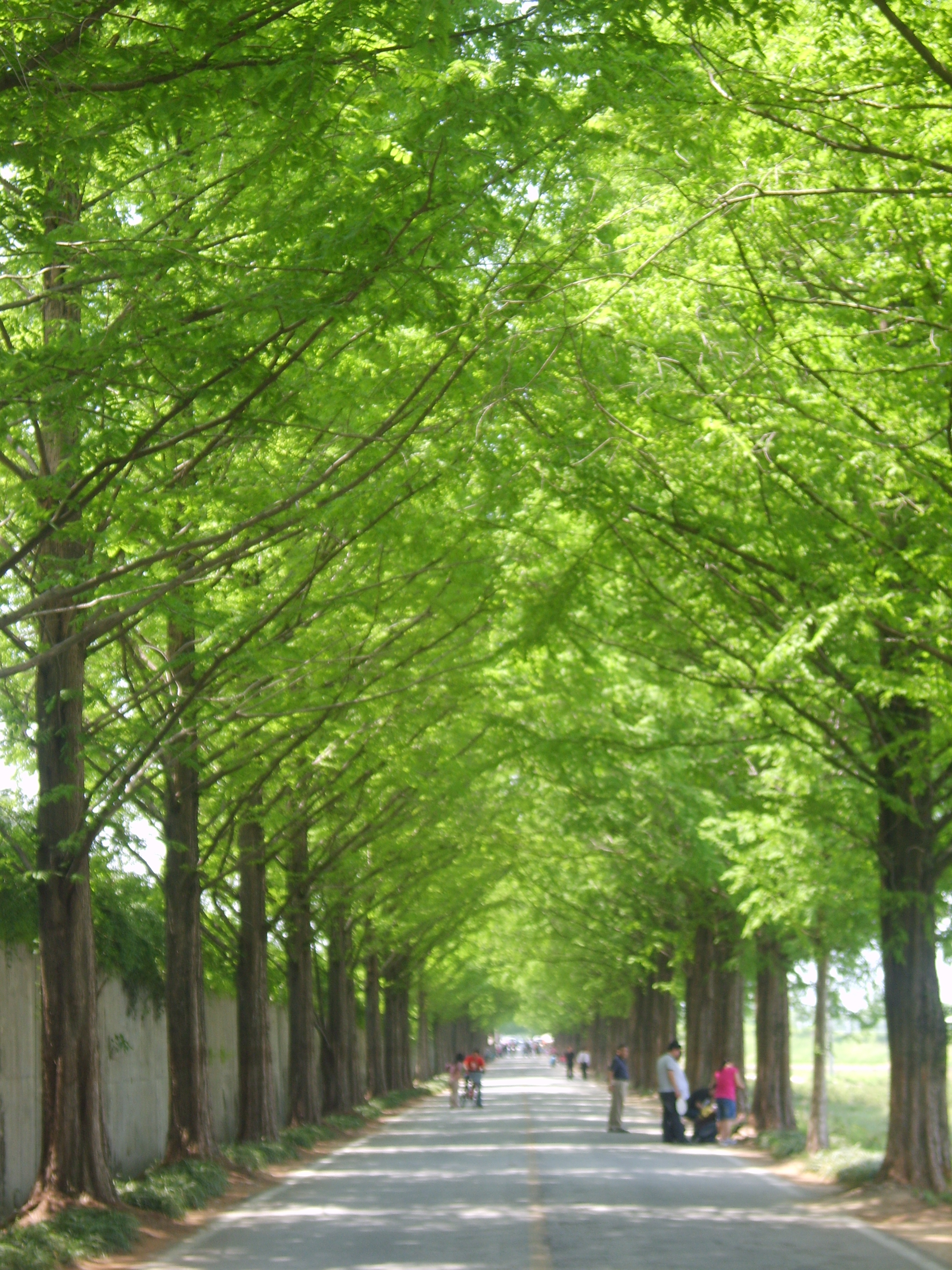
담양에 있는 메타세쿼이아 길
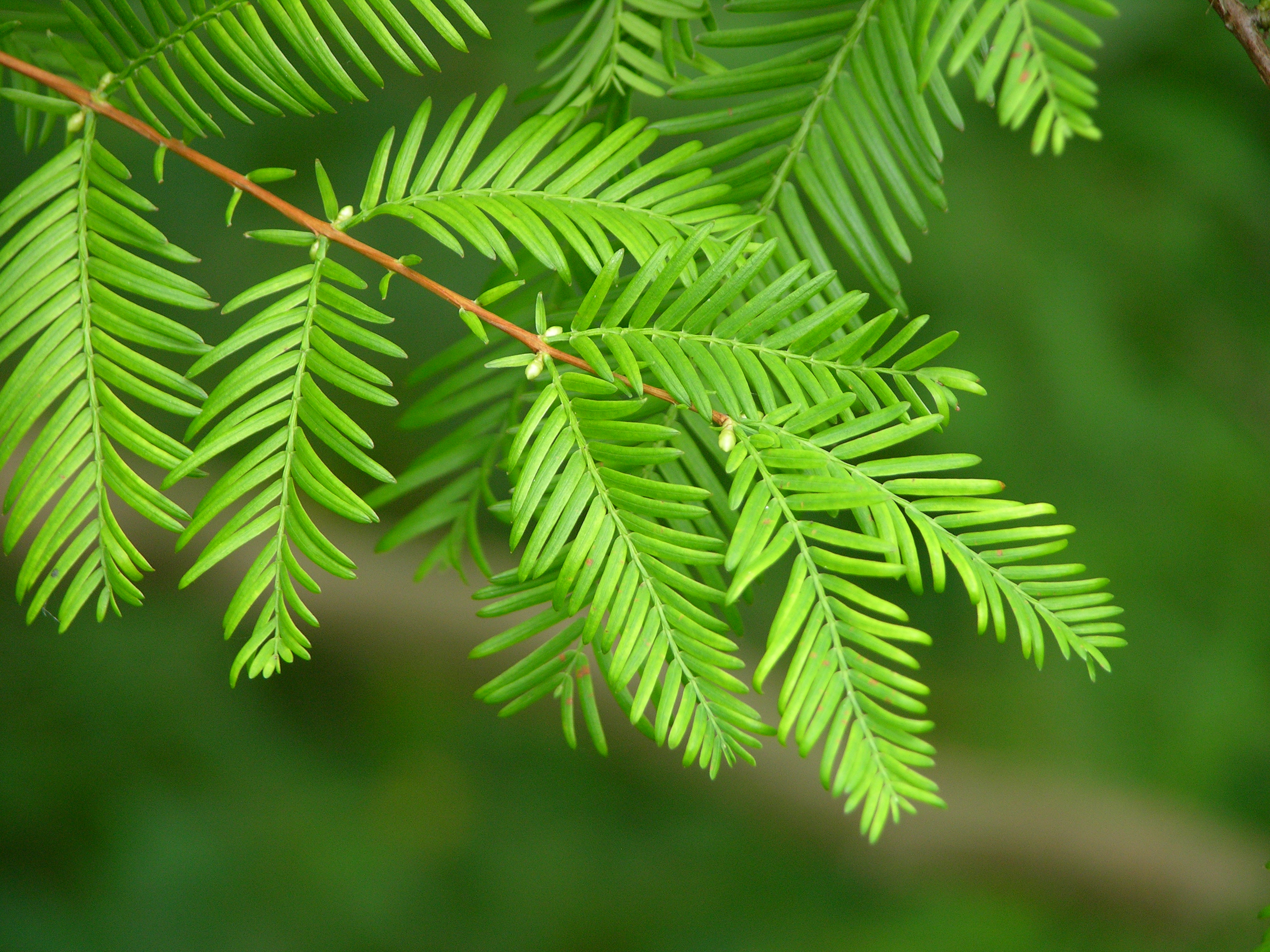
잎
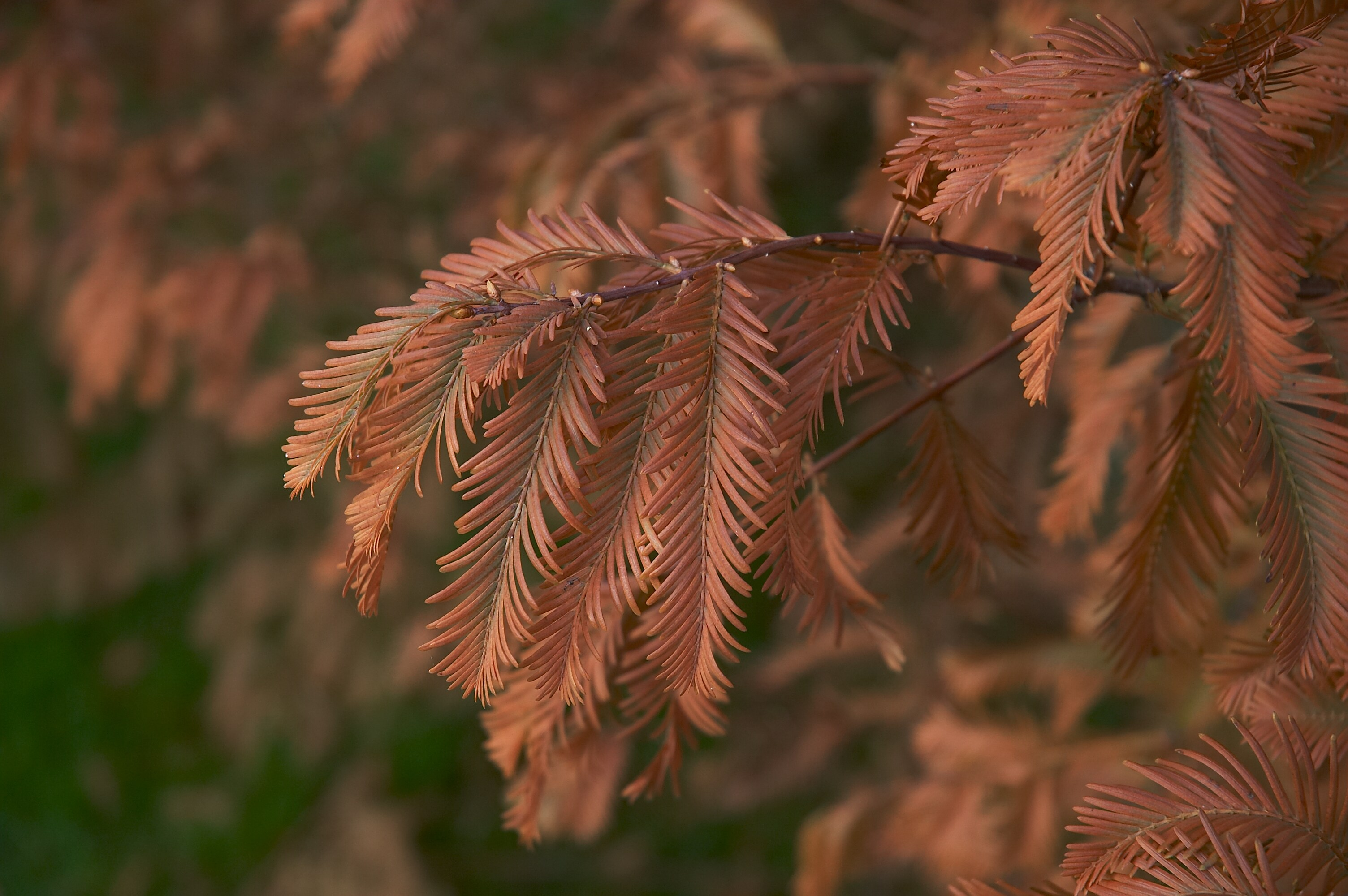
단풍 든 잎
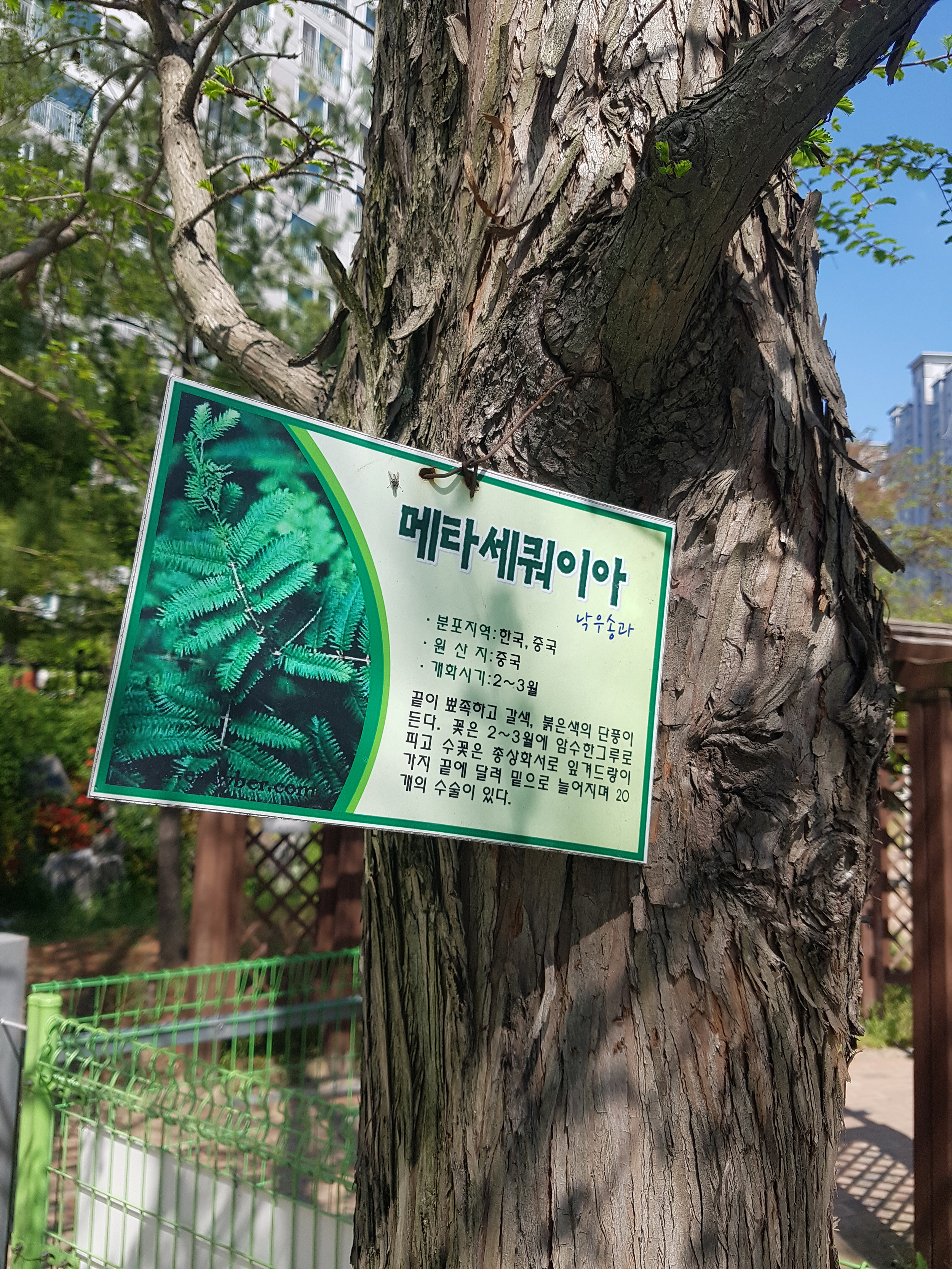
메타세쿼이아 줄기
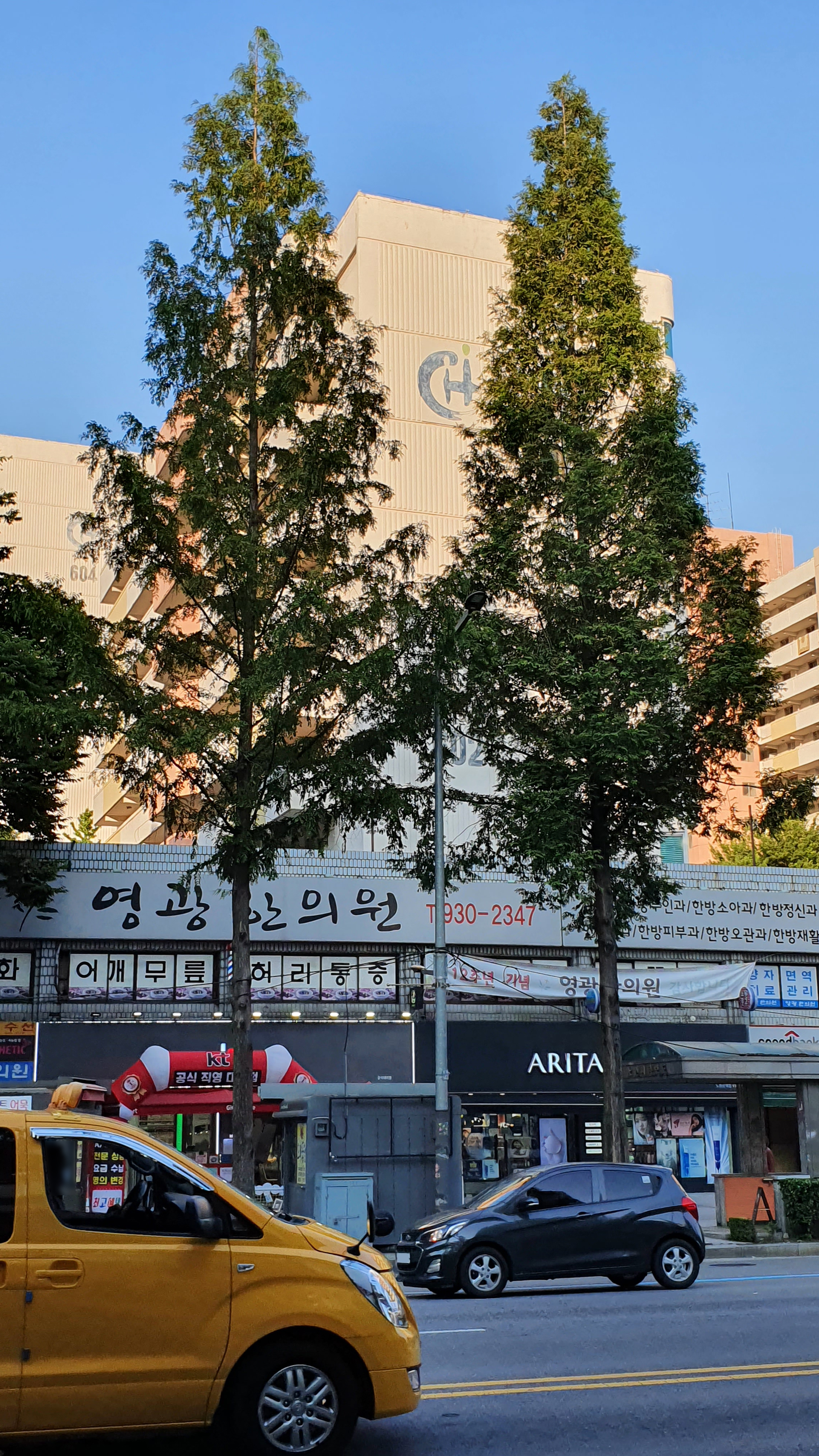
서울특별시 노원구 동일로에 심어져 있는 메타세쿼이아 가로수